# Витрок, Хуго
Хуго Витрок (Гуго Фридрихович Витрок; латыш. Hugo Vitroks; нем. Hugo Wittrock; 19 июля 1873 года, Лауго, остров Эзель (Сааремаа) — 25 августа 1958 года, Любек) — остзейский бизнесмен и политик. Обер-бургомистр Риги (1941—1944).

## Биография
Хуго Витрок родился на острове Эзель (Сааремаа) в семье управляющего имением, немца Фридриха Виттрока, выходца из Гольштейна, и эстонки Амалии Шамм. В 1893 г. окончил Аренсбургскую гимназию, а в 1897 году — механическое отделение в Рижском политехническом институте. 
Прервав обучение, начал работать контролёром в Обществе страхования коммерции в Москве. В 1899-1901 гг. — инспектор страхового общества "Якорь" в Москве, в 1901-1908 гг. — окружной инспектор страховой компании "Волга" в Риге. В 1908 г. стал совладельцем фирмы "Виттрок и Шляйхер", одновременно в декабре 1909 г. занял должность генерального агента Русского Ллойда в остзейских провинциях. 
Был выбран депутатом Рижской думы, занимал различные руководящие должности. Сохранил своё положение и при германской администрации после оккупации Риги (сентябрь 1917 г.), занимая должность референта начальника штаба военного губернатора города. После окончания Первой мировой войны бежал в Германию, однако в 1925 г. возвратился в Ригу, где восстановил свой бизнес, став директором страхового общества "Рижский Унион" и директором Коммерческого банка. С 1936 г. на пенсии, жил в Кёнигсберге.
С рижских времён близкий знакомый Альфреда Розенберга, с началом войны Германии против Советского Союза Виттрок при его посредничестве, после оккупации нацистской Германией территории Латвии, снова возвращается в Ригу, где до 1944 г. занимает должность обер-бургомистра Риги. Являлся единственным руководителем такого ранга, который не был, из-за отсутствия немецкого гражданства, членом НСДАП.
После войны жил в Западной Германии. В 1950 г. написал небольшую книгу воспоминаний, изданную после его смерти.
Погиб в результате ДТП.

## Сочинения
- Erinnerungen. Kommissarischer Oberbürgermeister von Riga 1941—1944. Lüneburg: Verl. Nordland-Dr., 1979 (Schriftenreihe der Carl-Schirren-Gesellschaft).